# Cyclaspis antipai
Cyclaspis antipai är en kräftdjursart som beskrevs av Petrescu 1995. Cyclaspis antipai ingår i släktet Cyclaspis och familjen Bodotriidae. Inga underarter finns listade i Catalogue of Life.